# Daria Korczyńska
Daria Onyśko-Korczyńska (geb. Onyśko; * 30. Juli 1981 in Kołobrzeg) ist eine ehemalige polnische Sprinterin.

## Sportliche Laufbahn
Als Mitglied der polnischen 4-mal-100-Meter-Staffel belegte Korczyńska bei den Leichtathletik-Europameisterschaften 2002 in München den siebten Platz. Bei den Leichtathletik-U23-Europameisterschaften 2003 in Bydgoszcz gewann sie die Silbermedaille im 100-Meter-Lauf. Mit der Staffel wurde sie bei den Leichtathletik-Weltmeisterschaften 2005 in Helsinki Achte.
Bei den Leichtathletik-Europameisterschaften 2006 in Göteborg erreichte Korczyńska im 100-Meter-Lauf den achten Platz, während sie sich mit der Staffel nicht für das Finale qualifizieren konnte. Im 60-Meter-Lauf der Leichtathletik-Halleneuropameisterschaften 2007 in Birmingham gelang ihr mit persönlicher Bestleistung von 7,20 s der Gewinn der Bronzemedaille. Bei den Weltmeisterschaften in Osaka im selben Jahr schied sie über 100 Meter in der Viertelfinalrunde aus. Dafür siegte sie bei den Militärweltspielen in Hyderabad im 200-Meter-Lauf und wurde Dritte im 100-Meter-Lauf.
Bei den Olympischen Spielen 2008 in Peking erreichte Korczyńska die Viertelfinalrunde im 100-Meter-Lauf. Zudem stand sie mit der Staffel im Finale, die dort allerdings wegen eines Wechselfehlers disqualifiziert wurde. Erfolgreicher war die polnische Mannschaft dagegen bei den Leichtathletik-Europameisterschaften 2010 in Barcelona. In der Besetzung Marika Popowicz, Daria Korczynska, Marta Jeschke und Weronika Wedler sicherte sie sich die Bronzemedaille hinter den Staffeln aus der Ukraine und Frankreich. Bei den Leichtathletik-Europameisterschaften 2012 in Helsinki gewann die polnische Staffel hinter den Mannschaften aus Deutschland und den Niederlanden erneut Bronze, dieses Mal mit Ewelina Ptak statt Weronika Wedler als Schlussläuferin.
Nach der Teilnahme an den Olympischen Sommerspielen 2012 in London beendete sie ihre aktive Karriere als Sportlerin.

## Bestleistungen
- 100 m: 11,22 s, 16. August 2008 in Peking
  - 60 m (Halle): 7,20 s, 4. März 2007 in Birmingham
- 200 m: 23,17 s, 5. Juli 2008 in Stettin